# Gasthof zur Krone (Pfaffenhausen)

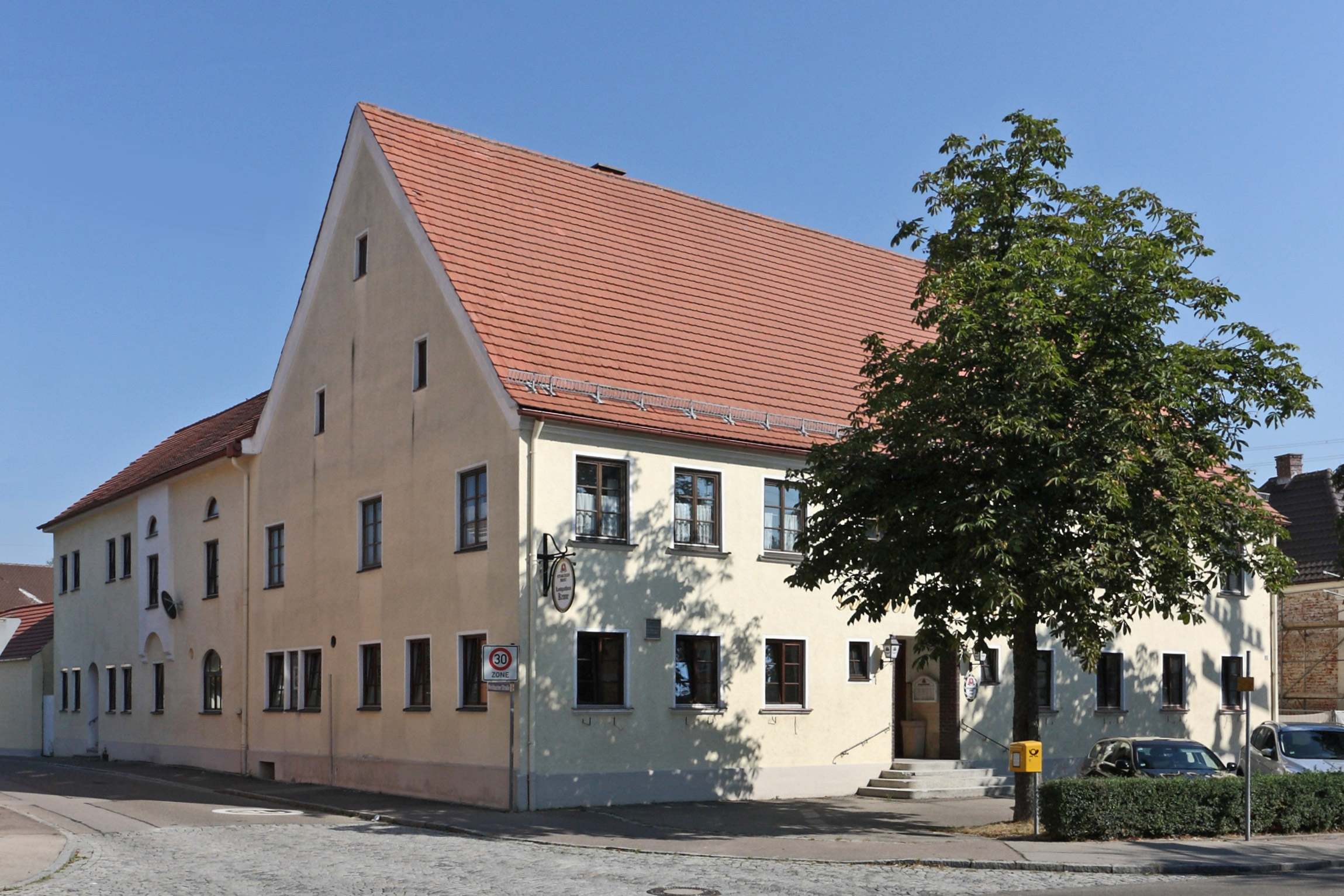
Gasthof zur Krone

Der denkmalgeschützte Gasthof zur Krone in Pfaffenhausen an der Hauptstraße 23, im Landkreis Unterallgäu, Bayern, stammt aus dem 18. Jahrhundert. Das zweigeschossige Gebäude besitzt ein profiliertes Traufgesims und ist mit einem Satteldach gedeckt. Die Südseite, zugleich die Hauptfront des Gebäudes, besteht aus 9 Fensterachsen auf profilierten Sohlbänken. Aus dem 18. Jahrhundert stammen die Reste der Wandmalereien um die Fenster auf der Ostseite des Gasthofs. Eine gefelderte Holzdecke mit mittlerem Schweiffeld befindet sich in der Gaststube. 
Hinter dem Gasthof befindet sich ein zum Gasthof gehörender freistehender Stadel aus der Mitte des 18. Jahrhunderts. Der Ostgiebel des Stadels enthält Fachwerk. Insgesamt besteht er aus drei Geschossen, von welchen die beiden unteren Geschosse in je drei Zonen aufgeteilt sind. Diese sind von senkrechten Streben und Bundpfosten mit 2/3 wandhohen Fußstreben überschnitten. Insgesamt vier Lichtöffnungen sind im unteren Geschoss vorhanden, jeweils zwei davon geschweift und rund.